# REALCOFFEE
REALCOFFEE（リアルコーヒー）は、小説家の舞城王太郎などが所属する映像制作ユニット。

## ヒストリー
2004年の11月に舞城王太郎の単行本「みんな元気。」の発売と連動する形で開催された企画『舞城王太郎のバラバラPOP漫画 oｎ 山手線』の応募者限定プレゼント(直筆イラスト入りのマグカップなど)が、2005年12月に応募者の手元に届き始め、そこに同封してあったカードにというURLが書かれていたことから、REALCOFFEEの存在が公になった。しかしこの時点ではREALCOFFEEのサイトは白紙の状態だった。
2005年12月27日頃、コンテンツ「リアルコーヒー宣言」と「リアルコーヒーコンセプト」がアップされる。これにより、REALCOFFEEが映像制作を行う団体であることが公になる。
2006年1月より、モーニングにて、舞城王太郎による映画プランニング連載「リアルモーニングコーヒー」が始まる。
2006年1月19日にサイトが更新され、リアルモーニングコーヒー第１回のプロジェクト「THE調布球！-THE CHOFU BALL!-」とその姉妹編などで構成された「街球！-THE CITY BALL!-」シリーズのイメージMOVIE(FLASH)、企画書などがアップされた。
同年1月26日にリアルモーニングコーヒー第２回のプロジェクト「釣り針-FISHED-」の姉妹編ムービーなどがアップされた。
同年7月に「リアルモーニングコーヒー」内で読者参加型の新コーナー「深煎りREALCOFFEE」が始まる。

## 活動内容

### リアルモーニングコーヒー/舞城王太郎
2006年1月よりモーニングにて連載開始。毎週一作ずつ映画のアイデアを提案し、各映像制作会社からの映像化を求めるという企画。
- 第01回「THE調布球！-THE CHOFU BALL!」(週刊モーニング2006年No.7)
- 第02回「釣り針-FISHED-」(週刊モーニング2006年No.8)
- 第03回「チェリー・パパ」(週刊モーニング2006年No.9)
- 第04回「インターセプターズ」(週刊モーニング2006年No.10)
- 第05回「フロートボーイ」(週刊モーニング2006年No.11)
- 第06回「TRILE NINE」(週刊モーニング2006年No.12)
- 第07回「ミドルライフ・プランナー」(週刊モーニング2006年No.13)
- 第08回「袋」(週刊モーニング2006年No.14)
- 第09回「決闘島」(週刊モーニング2006年No.15)
- 第10回「CHAINED」(週刊モーニング2006年No.16)
- 第11回「元カノ野球部」(週刊モーニング2006年No.17)
- 第12回「未来予見者友の会」(週刊モーニング2006年No.18)
- 第13回「ドリームフォビア」(週刊モーニング2006年No.19)
- 第14回「スペシャルキッド・ファクトリー」(週刊モーニング2006年No.20)
- 第15回「クラクション」(週刊モーニング2006年No.21)
- 第16回「うちのひと」(週刊モーニング2006年No.22・23)
- 第17回「トランポリン・ワールド」(週刊モーニング2006年No.24)
- 第18回「悪魔の守護者」(週刊モーニング2006年No.25)
- 第19回「マッチメイク・リミテッド」(週刊モーニング2006年No.26)
- 第20回「校庭の不思議の木」(週刊モーニング2006年No.27)
- 第21回「MAYDAY」(週刊モーニング2006年No.28)
- 第22回「ハウスレース」(週刊モーニング2006年No.29)
- 第23回「大人のなり方」(週刊モーニング2006年No.30)
- 第24回「二界戦争」(週刊モーニング2006年No.31)
- 第25回「ジグソウド」(週刊モーニング2006年No.33)
- 第26回「エンジェルメーカーズ」(週刊モーニング2006年No.34)
- 第27回「Party Off!」(週刊モーニング2006年No.35)
- 第28回「ホラーレス」
- 第29回「NOAH」
- 第30回「死神セラピー」
- 第31回「ドリームストーム」
- 第32回「地球裁判」
- 第33回「ここどこ」
- 第34回「アニマランド」
- 第35回「ゴースト・アット・マイ・テーブル」
- 第36回「運命作家」
- 第37回「ウェザー・ガール」
- 第38回「13歳症候群」
- 第39回「メモリーランド」
- 第40回「永遠くんと永遠さん」
- 第41回「アムジニア」
- 第42回「気持ち泥棒」
- 第43回「君しか見えない。」
- 第44回「ハンマーヘッド」
- 第46回「カーム」
- 第47回「モンスターメイカー」
- 第48回「コンティニュー」

#### 深煎りREALCOFFEE
2006年7月より上記の「リアルモーニングコーヒー」内にて連載開始。リアルモーニングコーヒーに掲載された企画と、REAL COFFEEのWebサイトにて発表された姉妹編や続編から感化された写真、イラスト、映像、音楽、サウンドなどを読者から募集する企画。

### リアルモーニングコーヒー:Invited/舞城王太郎
2006年4月10日発売の「Invitation」5月号の特集『「マンガという仕事」　～コミック・プロフェッショナルズ2006～』の１コーナーとして書き下ろしを掲載。3編の企画書と絵コンテから構成されている。
- S-1「ドラゴンストーム」
- S-2「ピッチブラック・エクスプレス」
- S-3「ノー・スーパーヒーロー、プリーズ」

## 所属クリエイター
- 安達寛高
- イトウヤスシ[要出典]
- KOYAMA[要出典]
- 桜井亜美
- 舞城王太郎（愛媛川十三名義も所属）